# Paralelo 5 S
O Paralelo 5 S é um paralelo no 5° grau a sul do plano equatorial terrestre.
Começando pelo Meridiano de Greenwich e tomando a direção leste, o paralelo 5° Sul passa sucessivamente por:
| País, território ou mar        | Notas |
| ------------------------------ | --- |
| Oceano Atlântico               | |
| República do Congo             | |
| Angola                         | Enclave de Cabinda |
| República Democrática do Congo | |
| Lago Tanganica                 | |
| Tanzânia                       | |
| Oceano Índico                  | Canal de Pemba |
| Tanzânia                       | Ilha de Pemba |
| Oceano Índico                  | Passa pelas Ilhas Amirante, Seicheles · Passa a sul da ilha de Mahé, Seicheles · Passa a norte do atol Peros Banhos, no Arquipélago de Chagos, Território Britânico do Oceano Índico |
| Indonésia                      | Ilha de Samatra |
| Mar de Java                    | Passa perto de várias ilhas da Indonésia |
| Indonésia                      | Ilha Celebes |
| Mar de Banda                   | Baía de Bone |
| Indonésia                      | Ilhas Muna e Buton |
| Mar de Banda                   | Passa perto de várias ilhas da Indonésia |
| Indonésia                      | Nova Guiné Ocidental |
| Papua-Nova Guiné               | |
| Oceano Pacífico                | Mar de Bismarck, passa perto de várias ilhas da Papua-Nova Guiné |
| Papua-Nova Guiné               | Ilha da Nova Bretanha |
| Oceano Pacífico                | Mar de Salomão · - Passa a sul da Nova Irlanda, Papua-Nova Guiné · - Passa a norte da Ilha Buka, Papua-Nova Guiné                                                                    |
| Oceano Pacífico                | Passa a norte do Atol Ontong Java, Ilhas Salomão · Passa a sul do Atol Nikumaroro, Kiribati                                                                                          |
| Peru                           | |
| Equador                        | |
| Peru                           | |
| Brasil                         | Amazonas Pará Piauí Ceará Rio Grande do Norte |
| Oceano Atlântico               | |